# Taxila drupadi
Taxila drupadi är en fjärilsart som beskrevs av Thomas Horsfield 1828. Taxila drupadi ingår i släktet Taxila och familjen Riodinidae. Inga underarter finns listade i Catalogue of Life.